# René Laloux
Pour les articles homonymes, voir Laloux (homonymie).
Ne doit pas être confondu avec René Lalou.
René Laloux, né le 13 juillet 1929 dans le 15e arrondissement de Paris et mort le 15 mars 2004 à Angoulême, est un réalisateur de films d'animation, dessinateur, peintre et sculpteur français.

## Biographie

### Les débuts dans le cinéma d'animation
René Laloux est né à Paris le 13 juillet 1929. Il se découvre très rapidement deux passions : le dessin et le cinéma. À treize ans, il quitte l'école et commence un apprentissage de sculpture sur bois auprès de son oncle Lucien Pessey, dont il fera brièvement son métier à 17 ans. Il suit en parallèle des cours de dessin à Paris et s'intéresse notamment au cinéma américain représenté par Charlie Chaplin, Walt Disney ou Tex Avery.
Alors qu'il pratique le théâtre en amateur, il rencontre le marionnettiste Yves Joly à l'occasion d'un stage de comédien à Marly-le-Roi. Lors de son service militaire en Autriche, il contracte une maladie virale qui l'empêchera par la suite de poursuivre le métier de marionnettiste. Après son service militaire, il exerce divers métiers sans rapport avec des talents artistiques, la peinture et l'écriture, qu'il cultive par ailleurs.
Sa carrière dans le cinéma d'animation débute alors qu'il intègre, en tant que moniteur pour s'occuper d'activités artistiques, la clinique psychiatrique de La Borde, à Cour-Cheverny, où exercent les docteurs Jean Oury et Félix Guattari. De 1956 à 1960, il y anime, pour les patients de l'établissement, des ateliers de peinture, de marionnettes et d'ombres chinoises.
C'est en 1960 qu'il réalise en tant que professionnel son premier court-métrage animé sur une histoire écrite par les patients de la clinique, qui s'intitule Les Dents du singe. Il remporte plusieurs prix (prix Émile-Cohl, grand prix de Mannheim, prix de la qualité du Centre national du cinéma) pour cette première œuvre à la fois enfantine et grotesque.

### Années 1960: les premiers projets de courts-métrages
René Laloux rencontre à cette époque Roland Topor, écrivain et dessinateur avec qui il signera plusieurs de ses travaux, ainsi qu'Alain Goraguer, compositeur. En 1964, il collabore avec eux pour la réalisation du court-métrage Les Temps morts, sorte de cadavre exquis sur le thème de l'assassinat. La réalisation du court métrage Les Escargots se fait un an plus tard.

### Un premier long-métrage:La Planète Sauvage(1973)
Cette collaboration se poursuit avec la réalisation du premier long-métrage de René Laloux, La Planète sauvage, film d'animation pop et philosophique sorti sur les écrans en 1973. Entamé en 1969, le film a été réalisé en Tchécoslovaquie, dans les studios de Jiří Trnka, autant pour des raisons budgétaires que techniques.
Adaptation du roman de science-fiction Oms en série, de Stefan Wul, les collaborateurs se sont inspirés de son univers onirique, où les hommes réduits au statut d’animal de compagnie auprès d’extra-terrestres géants, se rebellent et tentent de gagner leur indépendance. La musique, sous influence psychédélique, et la poésie de ce film l’imposent dès sa sortie comme un des très grands films d’animation pour adulte et reçoit ainsi un succès critique (prix spécial du jury au 26e festival de Cannes) et public. Il sera également distingué au festival de science-fiction de Trieste, au festival d'Atlanta et à celui de Téhéran.

### Collaboration avec Caza (1977-1987)
En 1977, René Laloux monte un studio d'animation à Angers et cherche à réaliser un nouveau long-métrage de science-fiction, adapté du roman Les Hommes-machines contre Gandahar, de Jean-Pierre Andrevon. Le projet, en collaboration avec le dessinateur Philippe Caza, n'aboutit pas dans l'immédiat, malgré la réalisation d'un pilote de quelques minutes.
À la fin des années 1980, il réussit à faire aboutir son projet d'adaptation du roman de Jean-Pierre Andrevon. Réalisé à Pyongyang, en Corée du Nord, Gandahar est son dernier long-métrage. Dessiné par Caza, réalisé en collaboration avec Philippe Leclerc, sur une musique de Gabriel Yared, le film sort en salles en 1987 puis en vidéo.
C'est cette même équipe qui réalise le court Comment Wang-Fô fut sauvé (1987), adapté de la nouvelle éponyme de Marguerite Yourcenar.

### Les Maîtres du Temps(1982)
La production de longs-métrages d'animation s'avérant très difficile en France, c'est à nouveau à l'étranger — en Hongrie — qu'est réalisé Les Maîtres du temps. Sorti en 1982, le film est à nouveau adapté d'un roman de Stefan Wul, l'Orphelin de Perdide. Prévu à l'origine pour être le premier volet d'une série de longs-métrages réalisés en collaboration avec les dessinateurs du journal Métal hurlant, Les Maîtres du Temps est dessiné par Mœbius. L'univers futuriste du film, son graphisme et sa poésie lui permettent un succès relatif aux États-Unis.

### Années 1980: une série de courts-métrages
S'ensuivent plusieurs années difficiles pendant lesquelles René Laloux réalise néanmoins, pour le ministère de la Défense, le court métrage de la Maîtrise de la Qualité (1984) avec l'aide du dessinateur José Xavier. Il réalise un nouveau court métrage avec Philippe Caza, La Prisonnière (1985), puis un magazine d'animation télévisé, De l'autre côté (1989), pour lequel il produit une collection de courts métrages fantastiques de jeunes auteurs.

#### Magazine d'animationDe l'autre côté(1989)
La date de diffusion de chacune des sept émissions est suivie de l'ordre de projection des courts métrages d'animation diffusés au cours de chacun des numéros.
- no 1, 19 mai 1989, FR3, 23h15 : 
  - L’arche de Noé de Jean-François Laguionie ;
  - La demoiselle et le violoncelliste de Jean-François Laguionie ;
  - Série « Ernest le vampire » : Le premier rendez-vous d'Ernest de François Bruel ;
  - Une  bombe par hasard… de Jean-François Laguionie ;
  - Série « Ernest le vampire » : Ernest déjeune de François Bruel.
- no 2, 26 mai 1989, FR3, 23h : 
  - Pépère et mémère de Frédéric Vitali ;
  - La montagne du loup d'Henri  Heidsieck ;
  - Le miracle égyptien de Frédéric  Vitali ;
  - Coup  de théâtre de José Xavier ;
  - De Profondis d'Henri Heidsieck ;
  - Pierre et son oie de José Xavier, d’après  une histoire d’Alexandre Dumas ;
  - Série « Ernest le vampire » : Ernest va au cabinet de François Bruel.
- no 3, 2 juin 1989, FR3, 0h20 : 
  - Tour d’ivoire de Bernard Palacios ;
  - Les  trouble-fête de Bernard Palacios ;
  - Série « Ernest le vampire » : Les dents d’Ernest de François Bruel ;
  - Oiseau de nuit/Nightbird de Bernard Palacios ;
  - Série « Ernest le vampire » : Portrait de famille de François Bruel.
- no 4, 9 juin 1989, FR3, 23h35 :
  - Série « Ernest le vampire » : Ernest et le fantôme de François Bruel ;
  - L’escalier chimérique de Daniel Guyonnet ;
  - Lucie s’est échappée de Nicole Dufour ;
  - Zoo de Daniel Guyonnet ;
  - Mendrol de François Bruel ;
  - Transfiguration de Daniel Guyonnet ;
  - Série « Ernest le vampire » : Ernest musicien de  François Bruel.
- no 5, 16 juin 1989, FR3, 23h25 :
  - Musca domestica de Graphoui (Olivier Longe et Michel Ledent) ;
  - Animoses de Mose ;
  - Marché noir de Claude Luyet ;
  - Série « Ernest le vampire » : Ernest fait le ménage de François Bruel ;
  - Eli Al Kor de Dominique Spano ;
  - Série « Ernest le vampire » : Ernest jardinier de François Bruel.
- no 6, 23 juin 1989, FR3, 23h :
  - Un de Paul et Gaëtan Brizzi ;
  - La brouette de Franz (en) et Ursula Winzentsen, d’après  une histoire de Richard Parker ;
  - Série « Ernest le vampire » : Ernest prend son bain de François Bruel ;
  - Fracture de Paul et Gaëtan Brizzi ;
  - Série « Ernest le vampire » : Le Réveillon d’Ernest de François Bruel.
- no 6, 30 juin 1989, FR3, 23h50 :
  - Comment Wang-Fô fût sauvé de Caza et René Laloux, d’après une histoire de Marguerite Yourcenar ;
  - Série « Ernest le vampire » : Ernest patineur de François Bruel ;
  - Les escargots de Roland Topor et René Laloux ;
  - Série « Ernest le vampire » : Ernest peintre de François Bruel.

### Derniers projets
René Laloux et le dessinateur Patrice Sanahujas essayeront par la suite de réaliser À l'ombre du dragon, d'après un roman de Serge Brussolo. Après de nombreuses difficultés financières et plusieurs moutures, le projet est finalement abandonné par Laloux à la suite du décès de plusieurs des principaux collaborateurs, dont Patrice Sanahujas et le scénariste Raphaël Cluzel. Une adaptation du roman, portée par le producteur Léon Zuratas et réalisée par Caza et Philippe Leclerc, Les Enfants de la pluie, voit le jour plus tard en 2003, sous une forme entièrement différente.
Retiré à Angoulême, René Laloux se consacre à l'écriture, à la peinture et à l'enseignement. En 1996, il publie un ouvrage sur l'histoire du cinéma d'animation, Ces dessins qui bougent. De 1996 à 1999, il dirige le laboratoire d'imagerie numérique du Centre national de la bande dessinée et de l'image (CNBDI) et monte, en 1998, le projet d'un dernier film, L'Œil du loup, en collaboration avec Hoël Caouissin et qui sera finalement réalisé par ce dernier.

### Mort
René Laloux meurt des suites d'un infarctus à Angoulême le 14 mars 2004. Il est inhumé dans la même ville.

## Filmographie

### Longs métrages
- 1973 : La Planète sauvage (avec Roland Topor)
- 1982 : Les Maîtres du temps (avec Mœbius)
- 1987 : Gandahar (avec Caza)

### Courts métrages
- 1957 : Tic tac
- 1958 : Les Achalunés
- 1960 : Les Dents du singe
- 1964 : Les Temps morts (avec Roland Topor)
- 1965 : Les Escargots (avec Roland Topor)
- 1975 : Le Jeu
- 1977 : Les Hommes-machines (avec Caza, pilote du long-métrage Gandahar)
- 1984 : La Maîtrise de la qualité (avec José Xavier)
- 1985 : La Prisonnière (avec Caza)
- 1987 : Comment Wang-Fô fut sauvé (avec Caza)

## Publications
- Ces dessins qui bougent : 1892-1992 cent ans de cinéma d'animation, Paris, Dreamland, 1996, 200 p. (ISBN 2-910027-08-2) ([vidéo] présentation sur Youtube).
- Au secours !… je suis né, avec des dessins de Topor, Caza et Laloux, Paris, Chemins de traverse (les Nuits rouges), 2000, 120 p.  (ISBN 9782913112063).

### Vidéographie
- Rencontre avec René Laloux, vidéo éditée par l'Atelier d'animation d'Annecy et de Haute-Savoie (AAA), 2002